# MVP de la VTB United League

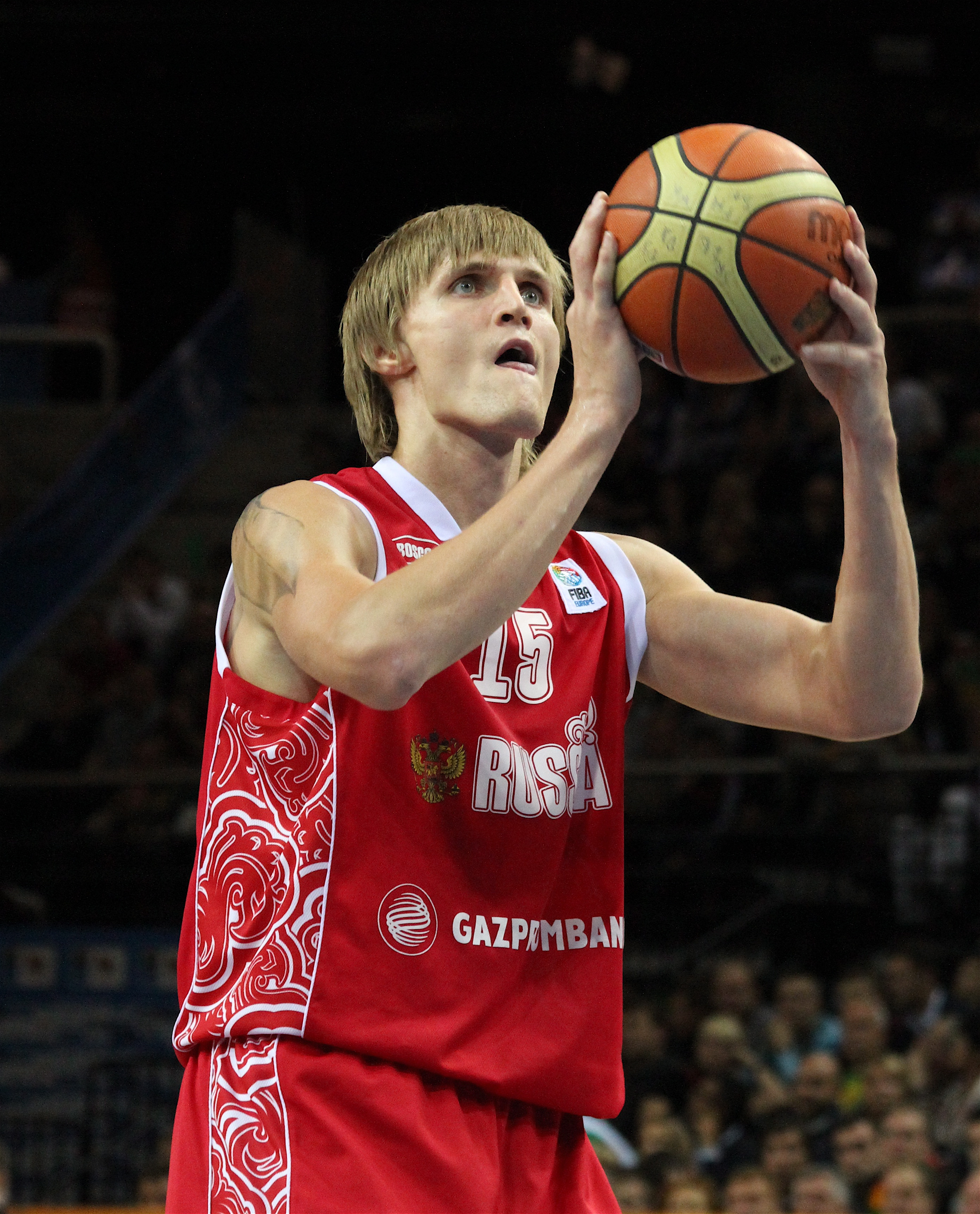
Andrei Kirilenko (2012)

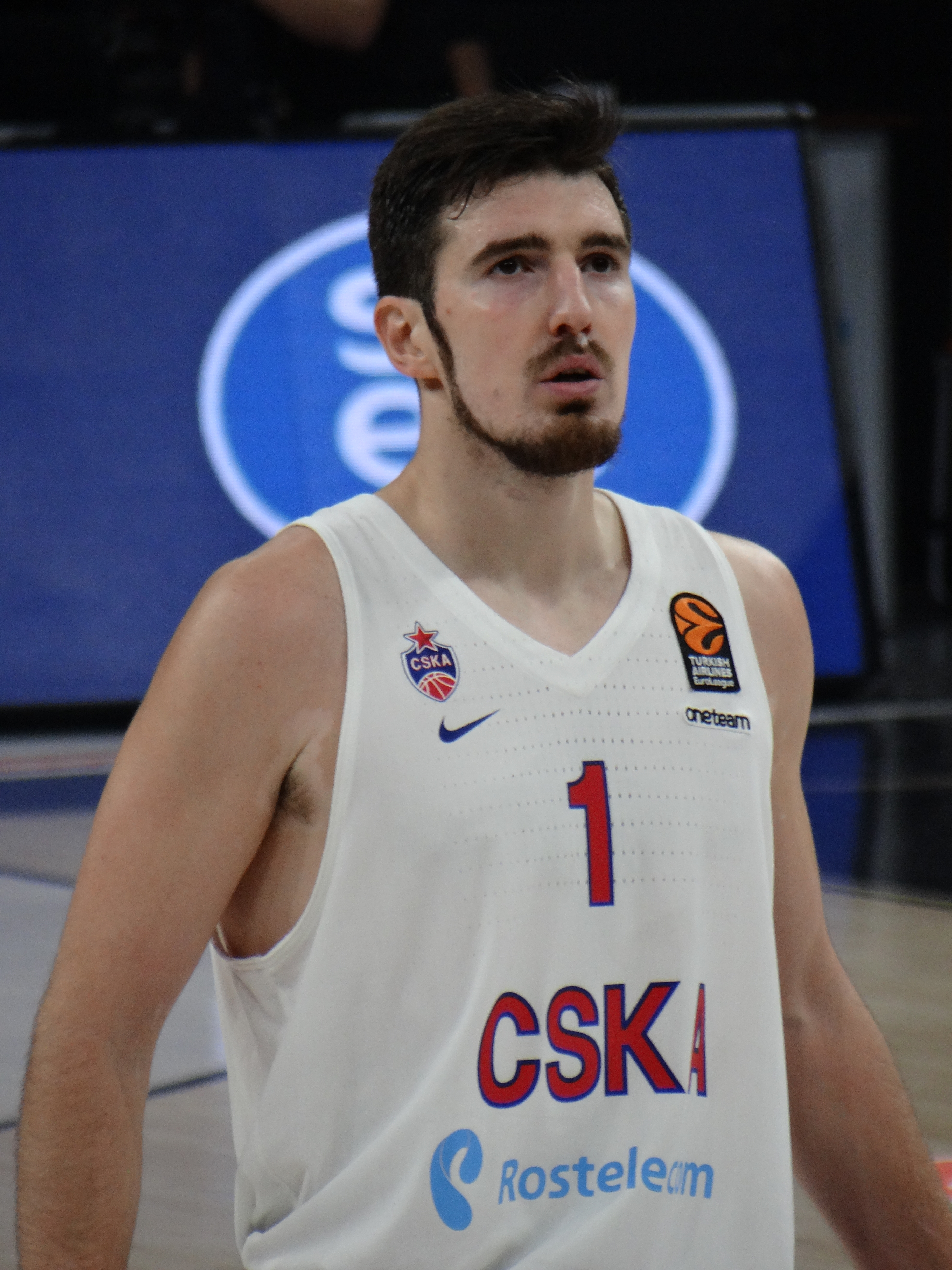
Nando de Colo (2015, 2016 y 2018)

El premio al Jugador Más Valioso de la VTB United League  (en inglés, VTB United League MVP) es un galardón que otorga la VTB United League desde el año 2009 al mejor jugador de la competición.

## Palmarés
| Temporada | Jugador                             | Posición                            | Nacionalidad                        | Equipo                              | Ref.   |
| --------- | ----------------------------------- | ----------------------------------- | ----------------------------------- | ----------------------------------- | ------ |
| 2009–10   | Victor Khryapa                      | Ala-Pívot                           | Rusia                               | CSKA Moscú                          | [ 1 ]  |
| 2010–11   | Ramel Curry                         | Escolta                             | Estados Unidos                      | Azovmash                            | [ 2 ]  |
| 2011–12   | Andrei Kirilenko                    | Alero                               | Rusia                               | CSKA Moscú                          | [ 3 ]  |
| 2012–13   | E.J. Rowland                        | Base                                | Estados Unidos Bulgaria             | VEF Rīga                            | [ 4 ]  |
| 2013–14   | Andrew Goudelock                    | Escolta                             | Estados Unidos                      | UNICS Kazan                         | [ 5 ]  |
| 2014–15   | Nando De Colo                       | Base                                | Francia                             | CSKA Moscú                          | [ 6 ]  |
| 2015–16   | Nando De Colo (2)                   | Base                                | Francia                             | CSKA Moscú                          | [ 7 ]  |
| 2016–17   | Alexey Shved                        | Escolta                             | Rusia                               | Khimki                              | [ 8 ]  |
| 2017–18   | Nando de Colo (3)                   | Escolta                             | Francia                             | CSKA Moscow                         | [ 9 ]  |
| 2018–19   | Alexey Shved (2)                    | Escolta                             | Rusia                               | Khimki                              | [ 10 ] |
| 2019–20   | Cancelada por la pandemia covid-19. | Cancelada por la pandemia covid-19. | Cancelada por la pandemia covid-19. | Cancelada por la pandemia covid-19. | [ 11 ] |
| 2020–21   | Mantas Kalnietis                    | Base                                | Lituania                            | Lokomotiv Kuban                     | [ 12 ] |
| 2021–22   | Mario Hezonja                       | Alero                               | Croacia                             | UNICS Kazan                         | [ 13 ] |
| 2022–23   | Nikola Milutinov                    | Pívot                               | Serbia                              | PBC CSKA Moscú                      | [ 13 ] |
| 2023-24   | Nenad Dimitrijevic                  | Base                                | Macedonia del Norte                 | UNICS Kazan                         | [ 14 ] |
| 2024-25   | Dwayne Bacon                        | Alero                               | Estados Unidos                      | Zenit Saint Petersburg              | [ 15 ] |